# Ludovico IV il Fanciullo
Ludovico IV il Fanciullo (Altötting, luglio 893 – Ratisbona, 20 o 24 settembre 911) è stato re dei Franchi Orientali dall'899 e re di Lotaringia dal 900 fino alla sua morte.

## Origine
Era l'unico figlio legittimo del re dei Franchi Orientali e futuro re d'Italia e futuro imperatore Arnolfo di Carinzia e di Oda che, secondo lo storico francese Christian Settipani, esperto di genealogie, era imparentata con la famiglia dei Corradiani, deducendolo dalla Diplomata nº 89, del 19 maggio 891, in cui Arnolfo, definendolo conte e nipote nostro, cita Corrado il Giovane († nel 918), figlio del conte Corrado il Vecchio († nel 906), che di Oda poteva essere fratello o cugino. Quindi il padre di Oda potrebbe essere stato il marchese di Neustria Udo, capostipite dei Corradiani, o suo fratello Berengario, anche lui marchese di Neustria.

## Biografia
Alla sua nascita, secondo gli Annali di Fulda, fu battezzato con il nome del bisnonno (Ludovico II il Germanico) dall'arcivescovo di Magonza Hatto e dal vescovo di Augusta Witgerio.
Nell'894 suo padre, con la prima spedizione in Italia, fu incoronato re d'Italia, mentre, il 21 febbraio 896, con la successiva spedizione, fu incoronato imperatore da papa Formoso nella basilica di San Pietro a Roma.
Nell'897, alla dieta di Tribur, a Ludovico fu riconosciuto il diritto alla successione di suo padre.
Nel giugno dell'899, secondo l'Herimanni Augensis Chronicon, sua madre, la regina Oda, fu accusata di avere compiuto adulterio con uno sconosciuto, ma fu assolta nel convento di Ratisbona grazie al giuramento di 72 testimoni. Poche settimane dopo, tuttavia, suo padre Arnolfo fu colto da un ictus e l'8 dicembre di quell'anno, secondo gli Annales Necrologi Prumienses morì a Ratisbona, a 49 anni; il cronista Reginone ricorda che fu sepolto nell'abbazia di Sant'Emmerano a Altötting, accanto al padre (nonno di Ludovico) Carlomanno.
Dopo la morte di Arnolfo, Ludovico venne riconosciuto re dei Franchi Orientali, mentre il fratellastro Sventibaldo, che era figlio illegittimo di Arnolfo, venne confermato re di Lotaringia; a un certo Liutpoldo era stato concesso da Arnolfo, in punto di morte, il ducato di Baviera; il regno d'Italia e il titolo di imperatore, invece, sarebbero toccati l'anno dopo al re di Provenza Ludovico, in perenne lotta con Berengario del Friuli.
Il 4 febbraio 900, all'età di nemmeno sette anni, Ludovico venne proclamato re nel palazzo di Forchheim, nella Franconia orientale; si tratta dell'incoronazione a re dei Franchi Orientali più antica di cui si abbia notizia. Data la sua giovane età, nonostante non fosse stato nominato un reggente, anche perché spesso malato e di debole costituzione, il potere fu esercitato dall'arcivescovo di Magonza Hatto e dal vescovo di Augusta Adalberto; suo consigliere influente fu Salomone, abate di San Gallo e vescovo di Costanza. Comunque, durante il suo regno, l'intervento dei magnati fu costante, come si evince dalle controfirme su vari documenti.

L'impero carolingio nel 900; in verde chiaro il regno di Ludovico

Dopo che il suo fratellastro Sventibaldo, all'inizio del 900, era stato deposto da re di Lotaringia, Ludovico, nel marzo di quello stesso anno, fu proclamato Ludovico III re di Lotaringia a Thionville e poi ad Aquisgrana. In Lotaringia si combatteva una guerra civile tra i discendenti di Matfrid II e il suo fratellastro deposto Sventibaldo, che morì, nell'agosto di quell'anno, sulle rive della Mosa. La guerra civile, da parte dei discendenti di Matfrid, riprese poi contro il conte franco Gebeardo, nominato duca di Lotaringia da Ludovico nel 903.

L'impero carolingio nel 912, dopo la morte di Ludovico il Fanciullo; in verde il regno di Corrado I

Anche in Germania la situazione non era tranquilla, poiché vi era una lotta per la supremazia nel ducato di Franconia tra le casate dei Corradiani e dei Babenberg.
Nel 906 il conte Adalberto di Babenberg tese un'imboscata ai Corradiani nelle vicinanze di Fritzlar, in cui, secondo l'Herimanni Augiensis Chronicon, perse la vita, tra gli altri, Corrado il Vecchio (zio o cugino di Ludovico IV). Adalberto, ribellatosi a Ludovico IV, venne poi catturato e imprigionato e, su ordine del re, condannato a morte per avere violato la pace regale e infine decapitato. I Babenberger persero tutti i loro titoli e le loro proprietà in Franconia. Il figlio di Corrado il Vecchio, Corrado il Giovane, divenne allora l'indiscusso duca di Franconia.
Ludovico non ebbe fortuna nemmeno nelle sue campagne contro i Magiari che, durante il suo regno, fecero innumerevoli incursioni nel territorio del regno, impadronendosi di grandi bottini, portando gravi distruzioni e, secondo l'Herimanni Augiensis Chronicon, tra il 907 e il 910, devastarono Sassonia, Turingia, Baviera e Alamagna. Solo nel 909, sulla via del ritorno, furono sconfitti nei pressi di Rott dal nuovo duca di Baviera, Arnolfo detto il Cattivo, succeduto a Liutpoldo nel 908; l'anno seguente, però, Ludovico il Fanciullo, raccolto un grande esercito, venne sconfitto presso Augusta. La scorreria e la devastazione degli ungari del 910 è confermata dagli Annales Lobienses.
Ludovico il Fanciullo, secondo gli Annales Lobienses, morì il 20 o il 24 settembre 911, probabilmente a Ratisbona, all'età di 18 anni.
Ludovico fu sepolto nel monastero di Sant'Emmerano, a Ratisbona, dove erano già seppelliti anche il suo fratellastro Sventibaldo, suo padre Arnolfo e suo nonno Carlomanno di Baviera.
I duchi del regno elessero re dei Franchi Orientali il duca di Franconia Corrado I e non il re dei Franchi Occidentali, il carolingio Carlo III di Francia, che si impadronì del regno di Lotaringia. Ludovico IV il Fanciullo fu l'ultimo re dei Franchi Orientali della dinastia carolingia. Ai Carolingi, dopo Corrado I, successe la famiglia di Enrico I di Sassonia, un lontano parente dei carolingi, dando così inizio alla dinastia ottoniana.

## Discendenza
Di Ludovico il Fanciullo non si conosce alcuna discendenza.

## Ascendenza
|                          |                    |                        | Genitori          |  |  | Nonni |  |  | Bisnonni                 |  |  | Trisnonni       |  |
|                          |                    |                        |                   |  |  |       |  |  | Ludovico II il Germanico |  |  | Ludovico il Pio |  |
|                          |                    |                        |                   |  |  |       |  |  | Ludovico II il Germanico |  |  | Ludovico il Pio |  |
|                          |                    | Ermengarda di Hesbaye  |                   |  |  |       |  |  | Ludovico II il Germanico |  |  |                 |  |
| Carlomanno di Baviera    |                    |                        |                   |  |  |       |  |  | Ludovico II il Germanico |  |  |                 |  |
|                          |                    | Emma di Baviera        | Guelfo I          |  |  |       |  |  |                          |  |  |                 |  |
|                          |                    | Emma di Baviera        | Guelfo I          |  |  |       |  |  |                          |  |  |                 |  |
|                          |                    | Emma di Baviera        | Edvige di Baviera |  |  |       |  |  |                          |  |  |                 |  |
| Arnolfo di Carinzia      |                    | Emma di Baviera        |                   |  |  |       |  |  |                          |  |  |                 |  |
|                          |                    | …                      | …                 |  |  |       |  |  |                          |  |  |                 |  |
|                          |                    | …                      | …                 |  |  |       |  |  |                          |  |  |                 |  |
|                          |                    | …                      | …                 |  |  |       |  |  |                          |  |  |                 |  |
| Liutswind                |                    | …                      |                   |  |  |       |  |  |                          |  |  |                 |  |
|                          |                    | …                      | …                 |  |  |       |  |  |                          |  |  |                 |  |
|                          |                    | …                      | …                 |  |  |       |  |  |                          |  |  |                 |  |
|                          |                    | …                      | …                 |  |  |       |  |  |                          |  |  |                 |  |
| Ludovico IV il Fanciullo |                    | …                      |                   |  |  |       |  |  |                          |  |  |                 |  |
|                          | Gebardo di Lahngau | Oddone d'Orléans       |                   |  |  |       |  |  |                          |  |  |                 |  |
|                          | Gebardo di Lahngau | Oddone d'Orléans       |                   |  |  |       |  |  |                          |  |  |                 |  |
|                          | Gebardo di Lahngau | Engeltrude di Fézensac |                   |  |  |       |  |  |                          |  |  |                 |  |
| ?                        | Gebardo di Lahngau |                        |                   |  |  |       |  |  |                          |  |  |                 |  |
|                          |                    | ?                      | Ernesto           |  |  |       |  |  |                          |  |  |                 |  |
|                          |                    | ?                      | Ernesto           |  |  |       |  |  |                          |  |  |                 |  |
|                          |                    | ?                      | Wartrun           |  |  |       |  |  |                          |  |  |                 |  |
| Oda                      |                    | ?                      |                   |  |  |       |  |  |                          |  |  |                 |  |
|                          |                    | …                      | …                 |  |  |       |  |  |                          |  |  |                 |  |
|                          |                    | …                      | …                 |  |  |       |  |  |                          |  |  |                 |  |
|                          |                    | …                      | …                 |  |  |       |  |  |                          |  |  |                 |  |
| …                        |                    | …                      |                   |  |  |       |  |  |                          |  |  |                 |  |
|                          |                    | …                      | …                 |  |  |       |  |  |                          |  |  |                 |  |
|                          |                    | …                      | …                 |  |  |       |  |  |                          |  |  |                 |  |
|                          |                    | …                      | …                 |  |  |       |  |  |                          |  |  |                 |  |
|                          |                    | …                      |                   |  |  |       |  |  |                          |  |  |                 |  |

### Fonti primarie
- (LA)  Monumenta Germaniae Historica, Scriptores, tomus IX.
- (LA)  Monumenta Germaniae Historica, Diplomata Regum Germaniae ex Stirpe Karolinorum, tomus III.
- (LA)  Monumenta Germaniae Historica, Scriptores, tomus XVII.
- (LA)  Monumenta Germaniae Historica, tomus I.
- (LA)  Monumenta Germaniae Historica, Scriptores, tomus V.
- (LA) Monumenta Germaniae Historica, tomus II [collegamento interrotto], su dmgh.de.
- (LA) Monumenta Germaniae Historica, tomus XIII, su dmgh.de. URL consultato l'8 dicembre 2012 (archiviato dall'url originale l'11 luglio 2015).

### Letteratura storiografica
- René Poupardin, I regni carolingi (840-918), in «Storia del mondo medievale», vol. II, 1979, pp. 583–635